# 烏克蘭海岸警衛隊
烏克蘭海岸警衛隊（烏克蘭語：Морська охорона України）是乌克兰政府的海岸警卫队，隶属于乌克兰边防局。成立于1992年，舰艇编号前加BG（英文Border Guard缩写）。

## 编制

### 截至2019年
编制主要包括：
- 敖德萨第1海上警卫队（烏克蘭語：Одеський загін морської охорони），部队代号1485，总部敖德萨，负责黑海沿岸
- 马里乌波尔第23海上警卫队（烏克蘭語：Маріупольський загін морської охорони），部队代号1472，总部马里乌波尔，负责亚速海沿岸（總部在馬里烏波爾圍城戰後失守）
- 伊茲梅尔第18海上警卫队（烏克蘭語：Ізмаїльський загін морської охорони），部队代号1560，总部伊茲梅尔，负责多瑙河及黑海部分沿岸，于2019年重建[3]

### 撤编
2014年俄羅斯聯邦併吞克里米亞后，以下单位从克里米亚撤出后撤编：
- 塞瓦斯托波尔海上警卫队（转至敖德萨第1海上警卫队）
- 刻赤海上警卫队（转至马里乌波尔第23海上警卫队）
- 雅尔塔特种海上警卫队（转至敖德萨第1海上警卫队）

## 標章徽記

艦艇舷側標誌
船旗
三角旗